# Cerbérine
La cerbérine, ou 2'-O-acétylnériifoline, est un composé organique de formule C32H48O9 présent naturellement  dans les graines du genre  Cerbera, genre de plantes dicotylédones de la famille des Apocynaceae, qui comprend notamment l'arbre à suicide (Cerbera odollam) et le faux manguier (Cerbera manghas). 

## Structure

Digitoxigénine, cardénolide constituant la partie aglycone de la cerbérine, mais aussi celui de la digitaline.

Pharmacologiquement, la cerbérine fait partie de la classe des digitaliques ou glycosides cardiotoniques, une sous-famille de stéroïdes regroupant de composés agissant sur le système cardio-vasculaire, apparentés à la digitaline. Ces composés ont historiquement été utilisés comme traitements cardiaques, mais ils sont extrêmement toxiques à des doses élevées. Comme tous les hétérosides, sa structure est constituée en deux parties : une partie ose, ici un dérivé O-acétylé de l'α-L-thévétose (lui-même un dérivé du L-glucose), et une partie aglycone, un stéroïde donc, plus précisément ici un cardénolide, la digitoxigénine (historiquement connu comme l'aglycone de la digitaline). Du point de vue hétéroside, la cerbérine est donc la (L-2'-O-acétylthévétosyl)digitoxigénine.
La cerbérine est également très proche d'un autre composé découvert antérieurement, la nériifoline, la seule différence étant l'absence de groupe acétyle sur cette dernière. La cerbérine est donc parfois aussi appelée « 2'-O-acétylnériifoline ».

## Toxicité

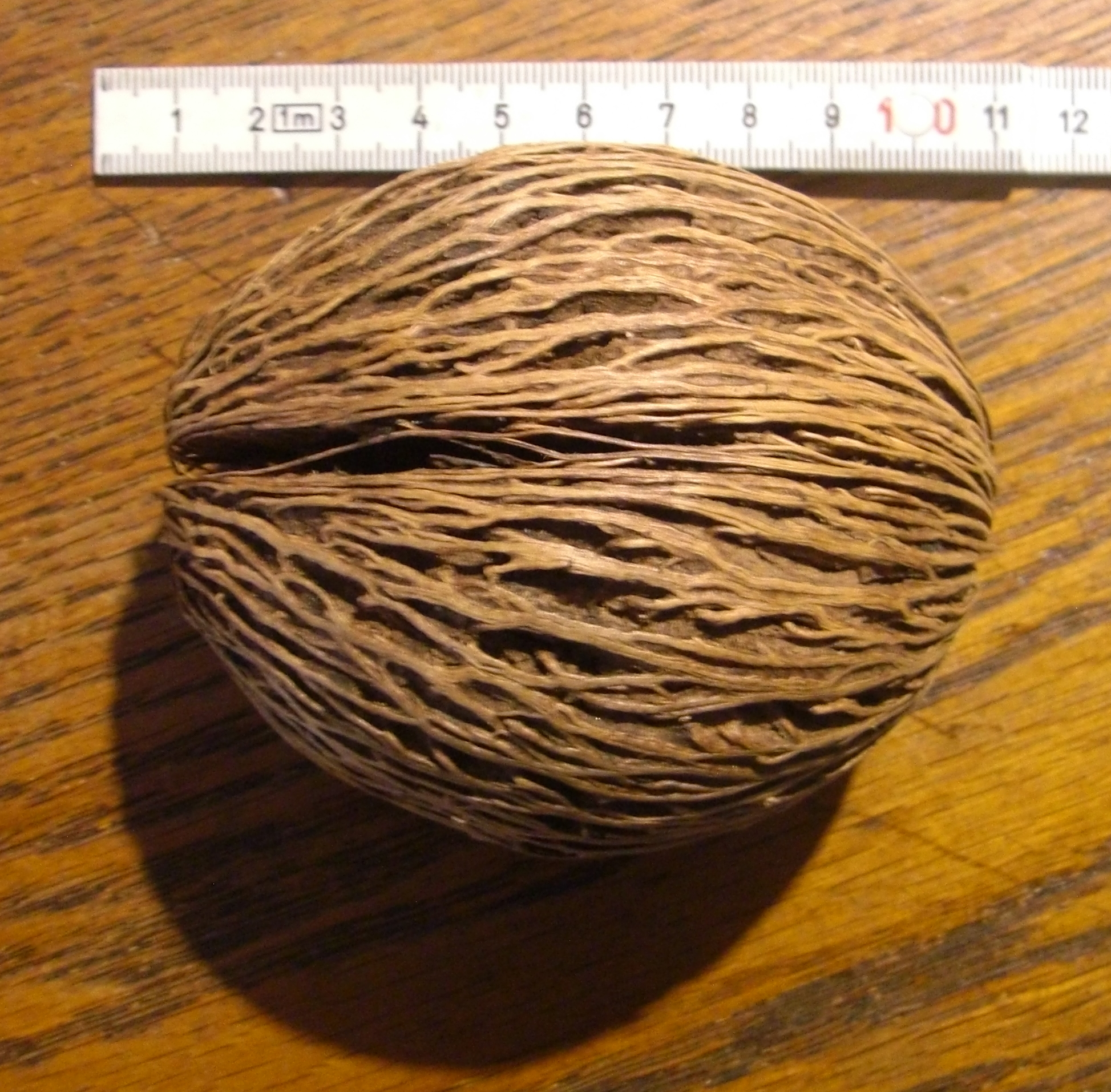
Noyau d’odollam (Cerbera odollam).

La consommation de graines du Cerbera odollam provoque un empoisonnement avec des nausées, des vomissements et des douleurs abdominales, entraînant souvent la mort. Le produit naturel a été structurellement caractérisé, sa toxicité est claire - il est souvent utilisé comme un poison humain intentionnel dans les pays du tiers-monde, et des empoisonnements accidentels suivis de décès ont affecté des individus ayant consommé cet agent, même indirectement - mais ses propriétés pharmacologiques et thérapeutiques potentielles sont très mal décrites.